# The Dead Weather
The Dead Weather — американская супергруппа из города Нэшвилл, штат Теннесси.
Создана в 2009 году участниками ряда известных коллективов: Элисон Моссхарт (The Kills), Джек Уайт (The White Stripes, The Raconteurs), Дин Фертита(Queens of the Stone Age) и Джеком Лоуренсом (The Raconteurs и The Greenhornes).

## История группы

### Horehound
Группа была создана лидером The White Stripes и основателем The Raconteurs, американским музыкантом Джеком Уайтом в начале 2009. В течение трех недель января на принадлежащей ему студии в Нэшвилле был записан их первый альбом — Horehound. В записи компанию Джеку составили не менее именитые музыканты — Элисон Моссхарт, Дин Фертита и Джек Лоуренс, для каждого из которых The Dead Weather был далеко не первым проектом. В работе над альбомом принимали активное участие все члены группы. Кроме композиций собственного сочинения музыканты включили в пластинку кавер-версию песни Боба Дилана «New Pony».
Первый сингл альбома — «Hang You From the Heavens» был представлен через iTunes 11 марта 2009, а 18 апреля 2009 вышел на виниле. Второй сингл — «Treat Me Like Your Mother» был выпущен 25 мая 2009. Третий сингл под названием «I Cut Like a Buffalo» увидел свет уже после релиза альбома 26 октября 2009 и содержал вторым номером кавер песни «A Child of a Few Hours is Burning to Death» группы The West Coast Pop Art Experimental Band. Первый номерной альбом группы под названием Horehound дебютировал на 6 строчке в Billboard 200 и на 14 в UK Albums Chart 13 июля 2009 в Европе и 14 июля 2009 в США.

### Sea of Cowards
1 октября 2009 Моссхарт объявила о том, что новый альбом группы на половину готов. 3 февраля 2010 Джек Уайт подтвердил, что первый сингл нового альбома, в котором Уайт сам исполнил основную вокальную партию, будет называться «Blue Blood Blues». Говоря же о самом альбоме, выход которого был запланирован на 10 и 11 мая 2010 в Великобритании и США соответственно, Уайт охарактеризовал его звучание как «более блюзовое и тяжелое, чем мы могли себе представить».
Впоследствии первым синглом альбома стала выпущенная 30 марта 2010 года пластинка «Die By The Drop», а впервые услышать альбом целиком все желающие смогли уже 30 апреля, когда он в течение 24 часов транслировался с винила через официальный сайт группы.

## Музыкальный стиль и влияние
Элисон Моссхарт и Джек Уайт — оба являются поклонниками творчества Капитана Бифхарта, несколько раз отдавая ему дань в совместно записанных песнях. The Dead Weather иногда открывали свои выступления песней Бифхарта «Sure Nuff 'N' Yes I Do».
Помимо этого, влияние оказано теми музыкантами, которых Моссхарт слушала будучи подростком. Одними из её любимых женщин-музыкантов были: Дженис Джоплин и Патти Смит.

## Состав группы
- Элисон Моссхарт — вокал, гитара, перкуссия;
- Джек Уайт — ударные, вокал, гитара;
- Дин Фертита — гитара, орган, фортепьяно, синтезатор, бас-гитара, бэк-вокал;
- Джек Лоуренс — бас-гитара, гитара, ударные, бэк-вокал.

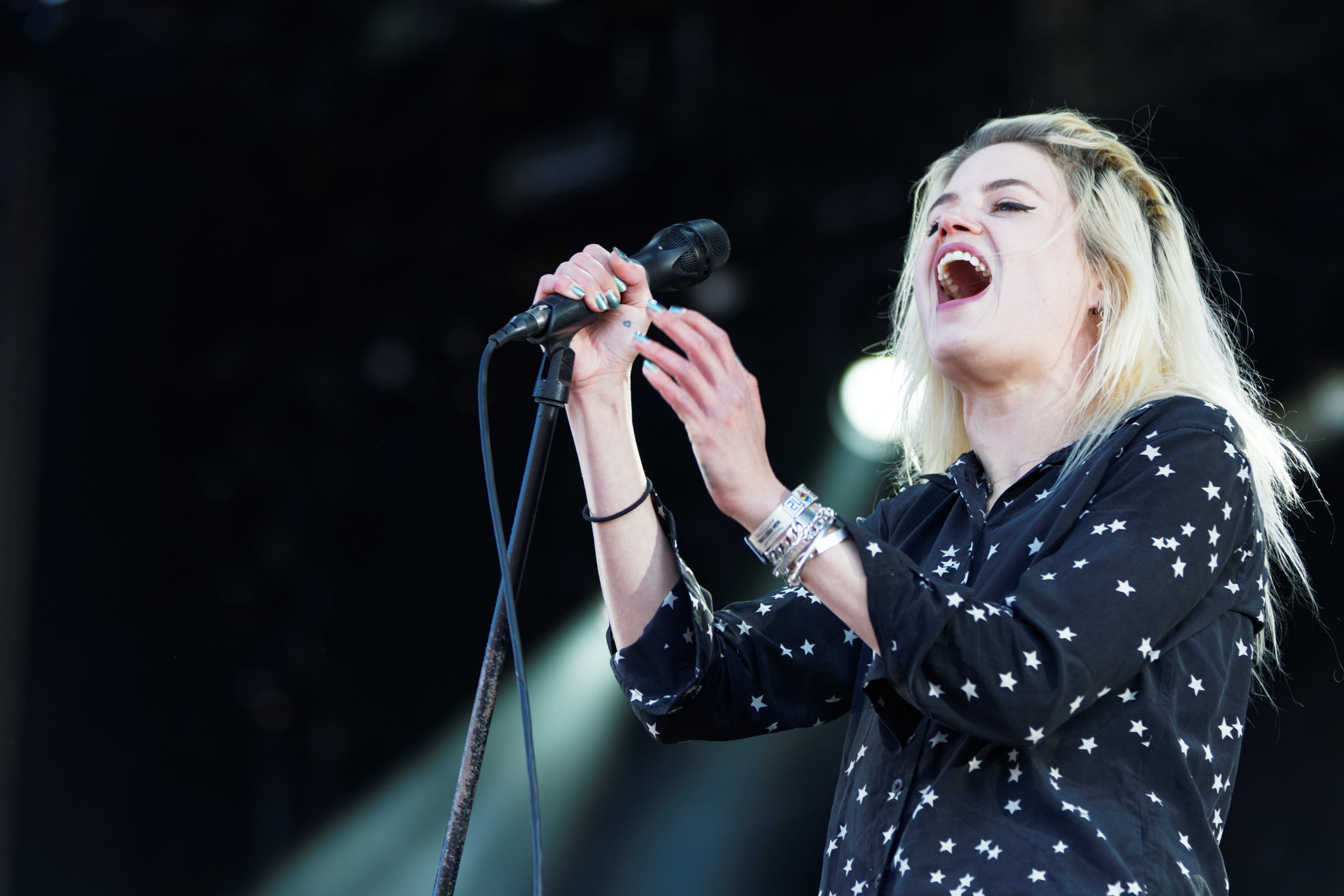
Элисон Моссхарт (The Kills)
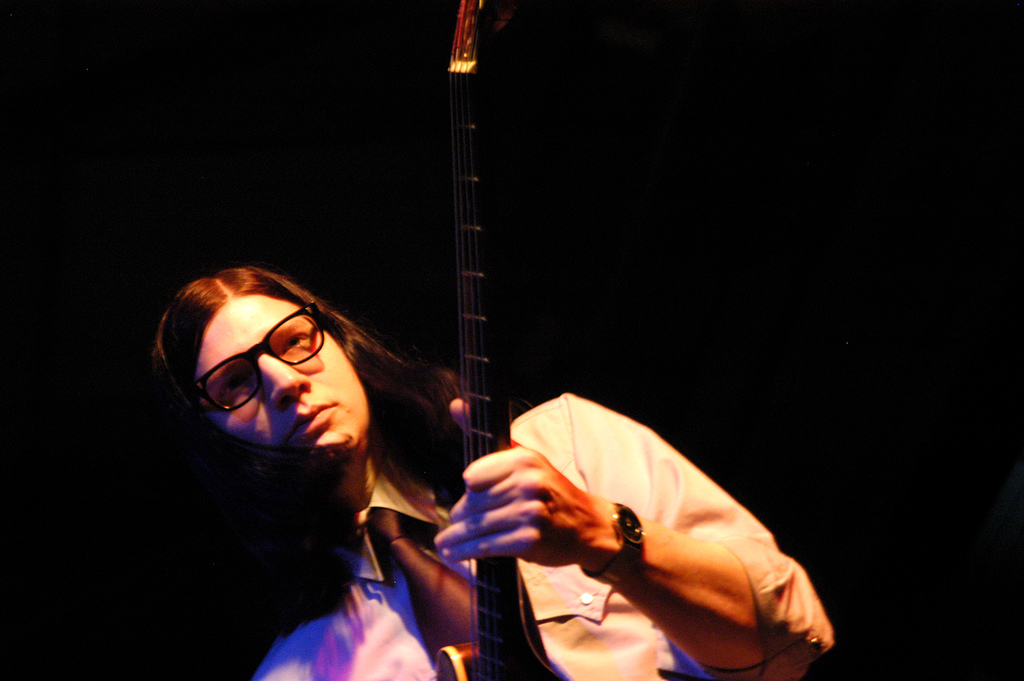
Джек Лоуренс (The Greenhornes, The Raconteurs)
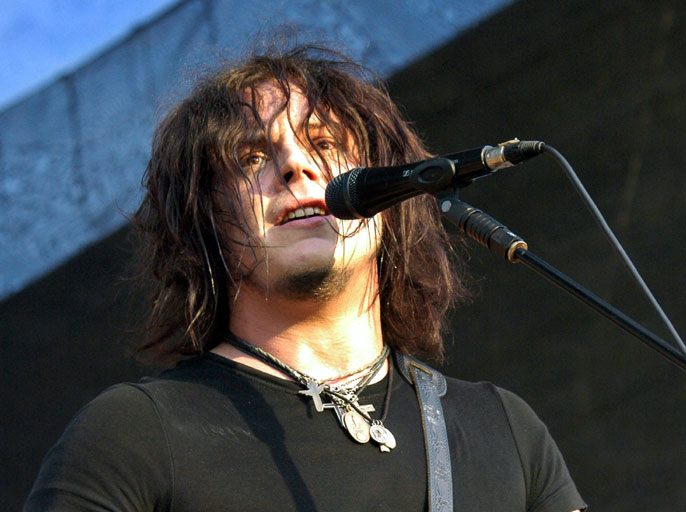
Джек Уайт (The White Stripes, The Racounters)
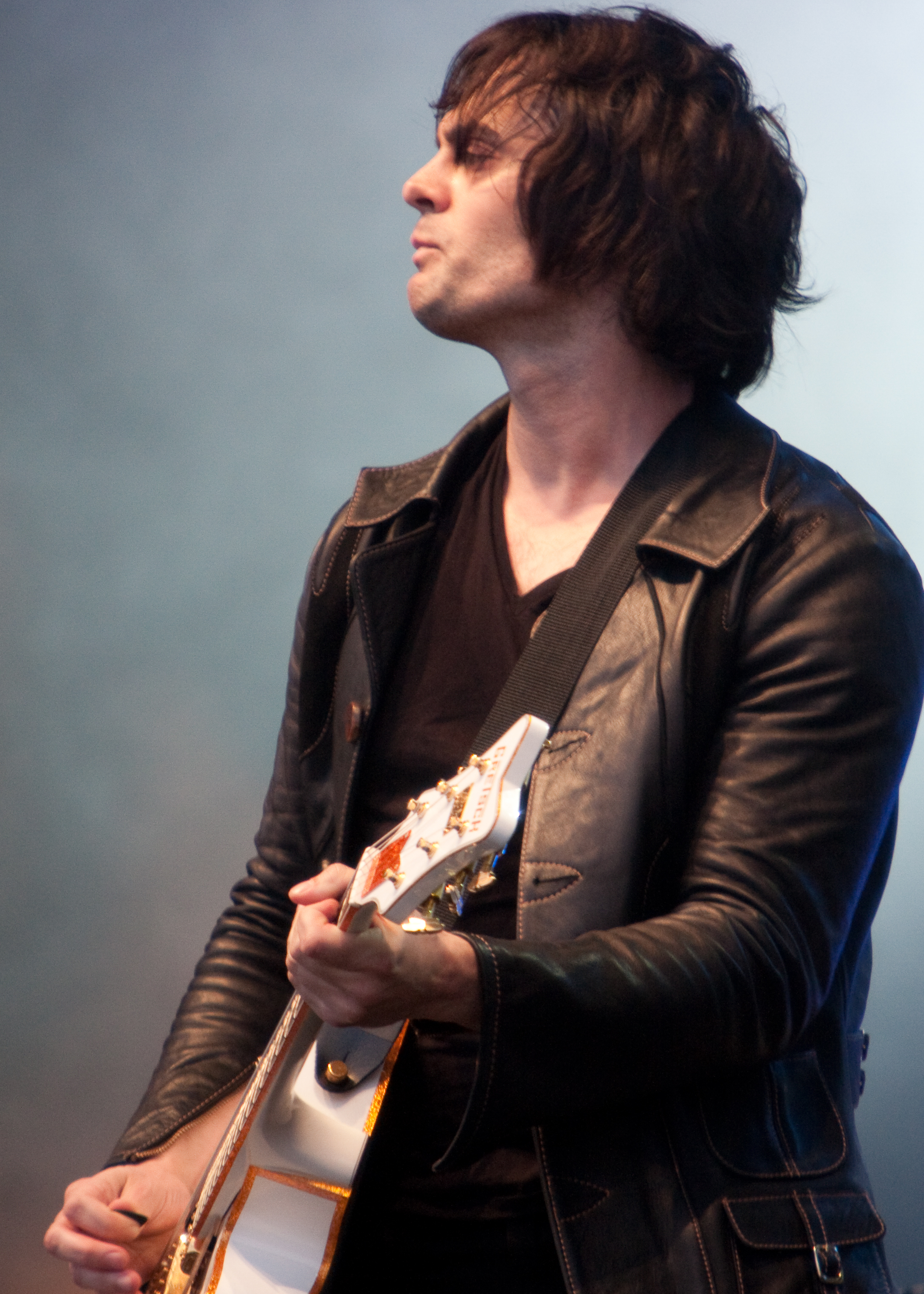
Дин Фертита (Queens of the Stone Age)

## Дискография

### Альбомы
| Год  | Информация                                                                             | Позиция в чартах | Позиция в чартах | Позиция в чартах | Позиция в чартах | Позиция в чартах | Позиция в чартах | Позиция в чартах | Позиция в чартах | Позиция в чартах | Позиция в чартах |
| Год  | Информация                                                                             | US               | CAN              | UK               | AUS              | NZ               | NOR              | AUT              | SWI              | FRA              | NL               |
| ---- | -------------------------------------------------------------------------------------- | ---------------- | ---------------- | ---------------- | ---------------- | ---------------- | ---------------- | ---------------- | ---------------- | ---------------- | ---------------- |
| 2009 | Horehound - Дата выхода: 14 июля 2009 - Лейбл: Third Man Records - Форматы: CD, LP, DI | 6                | 7                | 14               | 50               | 24               | 25               | 43               | 14               | 19               | 63               |
| 2010 | Sea of Cowards - Дата выхода: 11 мая 2010 - Лейбл: Third Man Records - Формат: CD, LP  | 5                | 6                | 32               | 28               | 13               | 11               | -                | 19               | 30               | 76               |
| 2015 | Dodge and burn - Дата выхода: 25.09.2015 - Лейбл: Third Man Records - Формат: CD, LP   |                  |                  |                  |                  |                  |                  |                  |                  |                  |                  |

### Синглы
| 2009                                     | «Hang You from the Heavens» | 8 | —  | —   | Horehound      |
| 2009                                     | «Treat Me Like Your Mother» | — | 40 | 168 | Horehound      |
| 2009                                     | «I Cut Like A Buffalo»      | — | —  | —   | Horehound      |
| 2010                                     | «Die by the Drop»           | — | 20 | 154 | Sea of Cowards |
| 2010                                     | «Blue Blood Blues»          | — | —  | —   | Sea of Cowards |
| «—» означает, что песня не попала в чарт |                             |   |    |     |                |